# Kallipasta
Kallipasta er en blanding af stearin og gips der anvendes til afstøbning af små figurer. Det anvendes fortrinsvis ved støbning af mindre figurer og relieffer, har en svag glans og en mat, gullig farvetone. Dets fremtrædende gode egenskab er, at genstande deraf har et finere og behageligere udseende end gipsfigurerne, og dernæst, at de tåler afvaskning med vand, eller særdeles svage opløsninger af sæbe eller soda, ved hjælp af en blød svamp. Kallipasta kan, da det er ubrændt, ikke henregnes til keramik.